# Co mi zrobisz, jak mnie złapiesz
Co mi zrobisz, jak mnie złapiesz – polska komedia filmowa z 1978 w reżyserii Stanisława Barei, do której scenariusz napisał reżyser wraz ze Stanisławem Tymem. Film został zrealizowany przez Zespół Filmowy „Pryzmat”.

## Fabuła
Głównym bohaterem filmu jest Tadeusz Krzakoski (Krzysztof Kowalewski), dyrektor przedsiębiorstwa „Pol-Pim”, który wyjeżdża w podróż służbową do Paryża. W tamtejszej ambasadzie poznaje atrakcyjną Danusię (Ewa Ziętek) i spędza z nią noc. Po kilku miesiącach Danusia składa wizytę Krzakoskiemu, aby mu oznajmić, że jest z nim w ciąży. Szybko okazuje się, że dziewczyna jest córką partyjnego prominenta. Małżeństwo z nią stworzyłoby Krzakoskiemu szansę na poprawę jego urzędniczej pozycji. Wcześniej jednak musi rozwieść się z żoną (Ewa Wiśniewska), dlatego organizuje intrygę, dzięki której mógłby udowodnić przed sądem zdradę żony. Plany głównego bohatera jednak nie tylko nie udają się, ale doprowadzają do tego, że traci on zarówno okazję do małżeństwa z Danusią, jak i stanowisko.

## Obsada

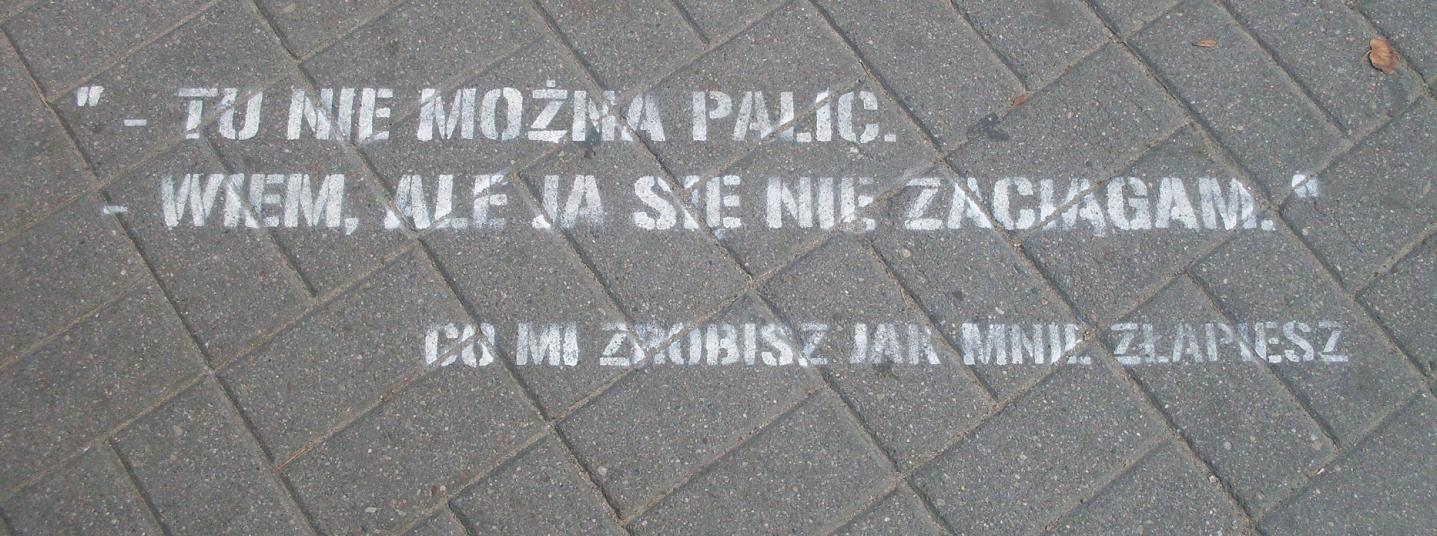
Kwestia z filmu pokazana podczas promocji 33. Festiwal Filmowego w Gdyni (2008)

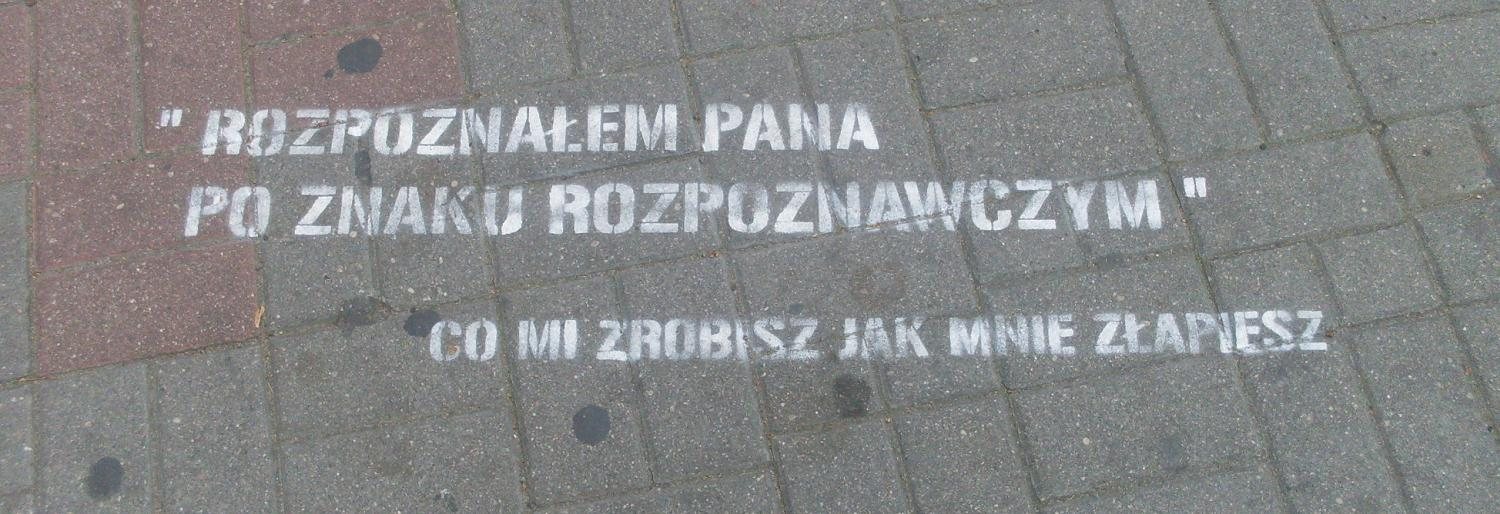
Kwestia z filmu pokazana podczas promocji 33. Festiwal Filmowego w Gdyni (2008)

- Krzysztof Kowalewski – dyrektor Pol-Pimu Tadeusz Krzakoski
- Bronisław Pawlik – fotograf Roman Ferde
- Stanisław Tym – dwie role: Szymek (pracownik ambasady PRL w Paryżu) i Dudała (asystent dyrektora Krzakoskiego)
- Ewa Wiśniewska – Anna Krzakoska, żona dyrektora
- Ewa Ziętek – Danusia
- Andrzej Fedorowicz – Mrugała (pracownik ambasady PRL w Paryżu)
- Stefan Friedmann – pracownik Pol-Pimu
- Janusz Gajos – kierownik samoobsługowego sklepu spożywczego
- Zdzisław Maklakiewicz – ojciec rodziny, informujący syna o używaniu ludzkiej mowy przez zwierzęta
- Zofia Merle – gosposia u Krzakoskich
- Stanisław Gawlik – Stefan Kołodziej, dyrektor zakładów wypożyczających dźwig
- Wojciech Zagórski – klient biorący udział w kłótni w delikatesach
- Tadeusz Pluciński – inżynier Kwaśniewski
- Marian Łącz – chłoporobotnik na dworcu
- Józef Nalberczak – człowiek na dworcu, mający „dobry” dojazd do pracy
- Izabella Olejnik – Lewandowska
- Jadwiga Kuryluk – sąsiadka Ferdów
- Jerzy Moes – milicjant wypisujący mandaty za używanie słowa „dupa”
- Wojciech Brzozowicz – dziennikarz na konferencji prasowej „Pol-Pimu”
- Zdzisław Szymborski – dziennikarz na konferencji prasowej „Pol-Pimu”
- Wanda Stanisławska-Lothe – żona Kazia, klienta w delikatesach
- Ryszard Pracz – piosenkarz Koracz
- Tadeusz Karwański – Izaak Newton
- Stanisław Bareja – Newtonowa; facet z walizką śpieszący się na Dworzec Centralny; majster brygady wieszającej transparent „Uśmiech naszego dziecka premią za trud wychowawcy”
- Maria Kaniewska – sprzątaczka siedząca na schodach
- Tadeusz Somogi – konferansjer prowadzący teleturniej chirurgów
- Mariusz Gorczyński – Wisiorny, właściciel „kabrioleta”
- Jerzy Duszyński – Kazio, obrażalski klient w delikatesach
- Kazimierz Kaczor – kierownik warsztatu samochodowego
- Janusz Zakrzeński – mecenas Fijałkowski, prowadzący sprawę rozwodową Krzakoskiej
- Wojciech Pokora – chłop goniący świnię
- Jerzy Cnota – kierowca ciężarówki
- Krystyna Kołodziejczyk – koleżanka Anny chcąca kupić kożuch
- Marek Bargiełowski – ginekolog, znajomy Krzakoskiego

Źródła:

## Przygotowanie scenariusza i cenzura
Gdy przygotowywany przez Stanisława Bareję wraz z Jackiem Fedorowiczem projekt komedii Trójka do bicia został odrzucony, reżyser powrócił do wcześniejszego ich pomysłu, również niezrealizowanego dzieła Tor przeszkód. Ponieważ Fedorowicz był zniechęcony kolejnymi niepowodzeniami związanymi z odrzucaniem pomysłów jego oraz Barei, do pracy nad scenariuszem Co mi zrobisz, jak mnie złapiesz włączony został Stanisław Tym. Z Toru przeszkód wzięty został pomysł dominującej osi fabuły – podejmowanych przez głównego bohatera nieudanych prób nakrycia żony na zdradzie w celu poślubienia córki dygnitarza, która zaszła z nim w ciążę. Jest to pierwszy scenariusz Barei, który nie ma szczęśliwego zakończenia.
W wyniku cenzury z filmu wycięto siedem scen, przez co stał się krótszy o 10 minut. Ponadto kilkanaście ujęć skrócono lub przemontowano. W wyniku tego wiele scen straciło ironiczny w zamierzeniu przekaz. Wycięto m.in. początkową scenę malowania przez robotników sloganu „Polak potrafi wszystko”, który z braku umiejętności malarskich zastąpiony miał być zbitym z listewek hasłem „Bardziej w górę nasze kwalifikacje zawodowe”. W komedii brakuje też ujętych w scenariuszu epizodów: milicjantów salutujących łamiącemu przepisy kierowcy jadącemu w samochodzie dygnitarza; aluzji do „podburzania” robotników; ironii z oficjalnych haseł propagandy dotyczących jakości gospodarki. Mimo to w filmie pozostało wiele scen, w których widoczne hasła na transparentach kontrastują z czynami bohaterów. Część scen skrócili sami autorzy, w niektórych dodali więcej dialogów. Niektóre, jak scena wymiany handlowej między Krzakoskim i Newtonem, powstały na planie filmowym.

## Realizacja i odbiór filmu
Zdjęcia do filmu zaczęto kręcić w czerwcu 1977 roku, a w lipcu były już gotowe prawie wszystkie ujęcia, które sfilmowano w kraju. W sierpniu kręcono sceny w Paryżu (m.in. na parkingu przy lotnisku Orly, przy pomniku Adama Mickiewicza, na Rue Grégoire-de-Tours (nr 12 – dom Newtona), na Boulevard de Clichy, na placu Pigalle) i na Węgrzech, w miejscowości Hajdúszoboszló, na zdjęciach widać również kamienny most w Hortobagy. Odpowiedzialny za zdjęcia Jan Laskowski zatrudnił jako operatora kamery Wojciecha Jastrzębowskiego. Zainteresowany był jego techniką robienia zdjęć z pozycji lotniarza z kamerą zainstalowaną na plecach. Jak wspominał Jastrzębowski, Tym przetestował siłę operatora, aby sprawdzić, czy będzie on w stanie kręcić film „z ręki”. Tym był zaangażowany w realizację filmu. Przez dwa dni zastępował Bareję, debiutując jako reżyser. Odpowiadał za realizację kilku gagów. Lokalizacje do filmu wybrane były przez Bareję, który w tym celu wykonywał w Warszawie spacery rowerowe. Na plenery wybrane zostały dzielnice i osiedla: Powiśle, Praga (Warszawa), Mokotów i Ursynów. Sceny w filmowym przedsiębiorstwie Pol-Pim kręcone były w kombinacie Zremb.
Jeszcze w trakcie kręcenia filmu w mediach pojawiały się plotki, negatywne opinie o reżyserze i przekłamania dotyczące samej produkcji. Ponieważ w filmie skrócono wiele scen i przez to straciły one ironiczną wymowę, w recenzjach potraktowany był on jako przedstawiający „płaskie poczucie humoru”. Wyraźnie krytycznie wypowiadający się wobec jego twórczości Bohdan Poręba jako jeden z nielicznych odgadywał intencje reżysera, twierdząc, że końcowa scena sugeruje, iż „wszystko jest uświnione”. Dziennikarze wobec filmu używali słów: „kicz” i „szmira”. W grudniu 1977 roku, kilka dni po kolaudacji Bareja dostał zawału serca. Komedia na rok stała się „półkownikiem” i została dopuszczona do dystrybucji dopiero pod koniec 1978 roku. „Uwolnieniu” filmu sprzyjały mniejsze naciski na cenzurę po śmierci w wypadku lotniczym wiceministra kultury i sztuki Janusza Wilhelmiego, który podobnie jak Poręba miał o nim bardzo krytyczne zdanie. Odrzucony jednak został przedstawiający świnię plakat wykonany przez Jerzego Czerniawskiego, mający promować Co mi zrobisz, jak mnie złapiesz. Zastąpiony został „neutralnym” plakatem Jakuba Erola, który wydrukowano w niewielkim nakładzie.
Filmu bronił między innymi Zygmunt Kałużyński, który zarówno negatywnie wypowiadał się o krytykach produkcji, jak i porównywał film Barei pod względem znaczenia z takimi dziełami jak Barwy ochronne i Człowiek z marmuru. W odróżnieniu od powstających w tamtym czasie filmów kina moralnego niepokoju krytyczne spojrzenie Barei na otaczającą rzeczywistość odnosiło się raczej do spraw przyziemnych, niż górnolotnych. Za satyrę film chwalili także Andrzej Zwaniecki w „Tygodniku Kulturalnym” i Stanisław Wyszomirski. Co mi zrobisz, jak mnie złapiesz, mimo że (podobnie jak inne jego filmy) zaklasyfikowany był do najniższej kategorii artystycznej, w ciągu roku obejrzało w kinach ponad 600 tysięcy widzów, co dało mu ósme miejsce w „rankingu frekwencji polskich filmów”. Do dystrybucji trafiło jednak kilkakrotnie mniej jego kopii niż w przypadku najczęściej oglądanej w tym czasie komedii Hallo Szpicbródka, czyli ostatni występ króla kasiarzy.